# Campeón digital
El término Campeón Digital hace referencia a un título otorgado a un profesional del mundo de la tecnología. Los Campeones Digitales son nombrados por cada Estado de Miembro de Unión europeo para ayudarles y la Comisión europea promoviendo los beneficios de una sociedad digital.
Los Campeones Digitales actúan en cada país trabajando con ciudadanos, comunidades, empresas, gobiernos y academias. Su función es ayudar a las personas a convertirse a la era digital promoviendo las herramientas digitales en educación, fomentando los servicios públicos digitales, estimulando el emprendimiento, apoyando a las empresas a adoptar las nuevas tecnologías y ser más competitivas y contribuyendo a la investigación y a la innovación.
También aconsejan la Comisión Europea en la implantación de la Agenda Digital para Europa. La Comisión Europea regularmente tiene contacto con los Campeones Digitales y este intercambio proporciona una plataforma valiosa para comentar, comparar y expandir las acciones a nivel de calle. Los Campeones Digitales se reúnen al menos dos veces al año.

## Antecedentes
En diciembre de 2011, el Consejo Europeo remarcó que el Mercado Digital Único era un área de potencial de crecimiento para la Unión Europea. La Vicepresidenta Neelie Kroes, Comisaria para la Agenda Digital, propuso a la Comisión Europea el nombramiento de un Campeón Digital nacional, para poner en marcha la iniciativa y que ayudarían a conseguir que todos los europeos sean digitales.
El 14 de febrero de 2012 el Presidente de la Comisión Europea José Manuel Barroso escribió a los Estados de Miembro y les pidió tomar acciones dedicadas a hacer que el Mercado Digital Único sea una realidad. Una manera para hacer eso era para nombrar un Campeón Digital nacional.
La primera reunión de los Campeones Digitales y la Vicepresidenta Kroes fue en Bruselas en junio de 2012. Reuniones posteriores fueron en Sofía en septiembre de 2012 y en Bruselas 2013. Los Campeones Digitales convinieron la cuarta reunión en Dublín junto con la Asamblea de la Agenda Digital. Las reuniones quinta y sexta de los Campeones fueron en Bruselas y su séptima reunión fue consecutiva con el Día de Acción Digital el 29 de septiembre de 2014. 
Los Campeones Digitales se reunieron con el Vicepresidente Europeo Andrus Ansip y el Comisario Europeo Günther Oettinger en febrero de 2015. Su novena reunión tuvo lugar junto con la Asamblea Digital en Riga en junio de 2015.

## Campeones Digitales por cada país
Los 27 Estados de Miembros han nominado Campeones Digitales (Estonia no ha hecho elección). Aun así, Baronesa Martha Lane Fox, Campeón Digital por Reino Unido, dimitió en 2013. Nikos Michalopoulos, el primer Campeón Digital griego estuvo nominado en septiembre de 2015. Andreu Veà Baró fue nombrado Campeón Digital de España en octubre de 2014 reemplazando Alicia Richart quién dimitió en 2013. Riccardo Luna fue nombrado como el nuevo Campeón Digital italiano el 15 de septiembre de 2014 por Matteo Renzi, después de que Francesco Caio dimitiera (18 de marzo de 2014). Los Campeones Digitales tienen perfiles diferentes y son profesionales en su campo propio.
| Estado de miembro | Campeón Digital                                    |
| ----------------- | -------------------------------------------------- |
| Austria           | Meral Semejante-Hecke                              |
| Bélgica           | Saskia Furgoneta Uffelen                           |
| Bulgaria          | Gergana Passy                                      |
| Croacia           | Darko Paric                                        |
| Chipre            | Stelios Himonas                                    |
| República Checa   | Ondrej Felix                                       |
| Dinamarca         | Lars Frelle-Petersen                               |
| Finlandia         | Linda Liukas                                       |
| Francia           | Gilles Babinet                                     |
| Alemania          | Gesche Joost                                       |
| Grecia            | Nikos Michalopoulos                                |
| Hungría           | Istvan Erenyi                                      |
| Irlanda           | David Puttnam                                      |
| Italia            | Riccardo Luna                                      |
| Letonia           | Reinis Zitmanis                                    |
| Lituania          | Kestutis Juskevicius                               |
| Luxemburgo        | Björn Ottersten                                    |
| Malta             | Godfrey Vella                                      |
| Netherlands       | Tineke Netelenbos                                  |
| Polonia           | Wlodzimierz Marcinski                              |
| Portugal          | Antonio Murta                                      |
| Rumanía           | Paul Andre Baran                                   |
| Eslovaquia        | Peter Pellegrini                                   |
| Eslovenia         | Ales Spetic                                        |
| España            | Andreu Veà Baró                                    |
| Suecia            | Jan Gulliksen                                      |
| Reino Unido       | Martha Lane Fox (dimitido 29 de noviembre de 2013) |